# OzJet
Ozjet Airlines Pty Ltd era una línea aérea regular y de chárter con sede en Tullamarine, Melbourne, Victoria, Australia, que operaba dentro de Australasia desde el aeropuerto de Melbourne, el aeropuerto de Sídney y el aeropuerto de Perth. En 2008 la aerolínea fue vendida a HeavyLift Cargo Airlines, y el 20 de mayo de 2009 suspendió sus últimas operaciones desde Perth. En junio de 2009, OzJet fue comprada por el grupo Strategic. Con la insolvencia de Strategic Airlines el 17 de febrero de 2012 también OzJet cesó todas sus operaciones y pasó a ser administrada como parte de la empresa matriz. El administrador es la empresa KordaMentha.